# أحمد أباد (جهاد أباد كرمان)
أحمد أباد (بالفارسية: احمدآباد) هي قرية تقع في إيران في البلدة المركزية. يقدر عدد سكانها بـ 72 نسمة بحسب إحصاء 2016.